# Dolomedes aquaticus
Dolomedes aquaticus là một loài nhện trong họ Pisauridae.
Loài này thuộc chi Dolomedes. Dolomedes aquaticus được miêu tả năm 1888 bởi Goyen.

## Hình ảnh

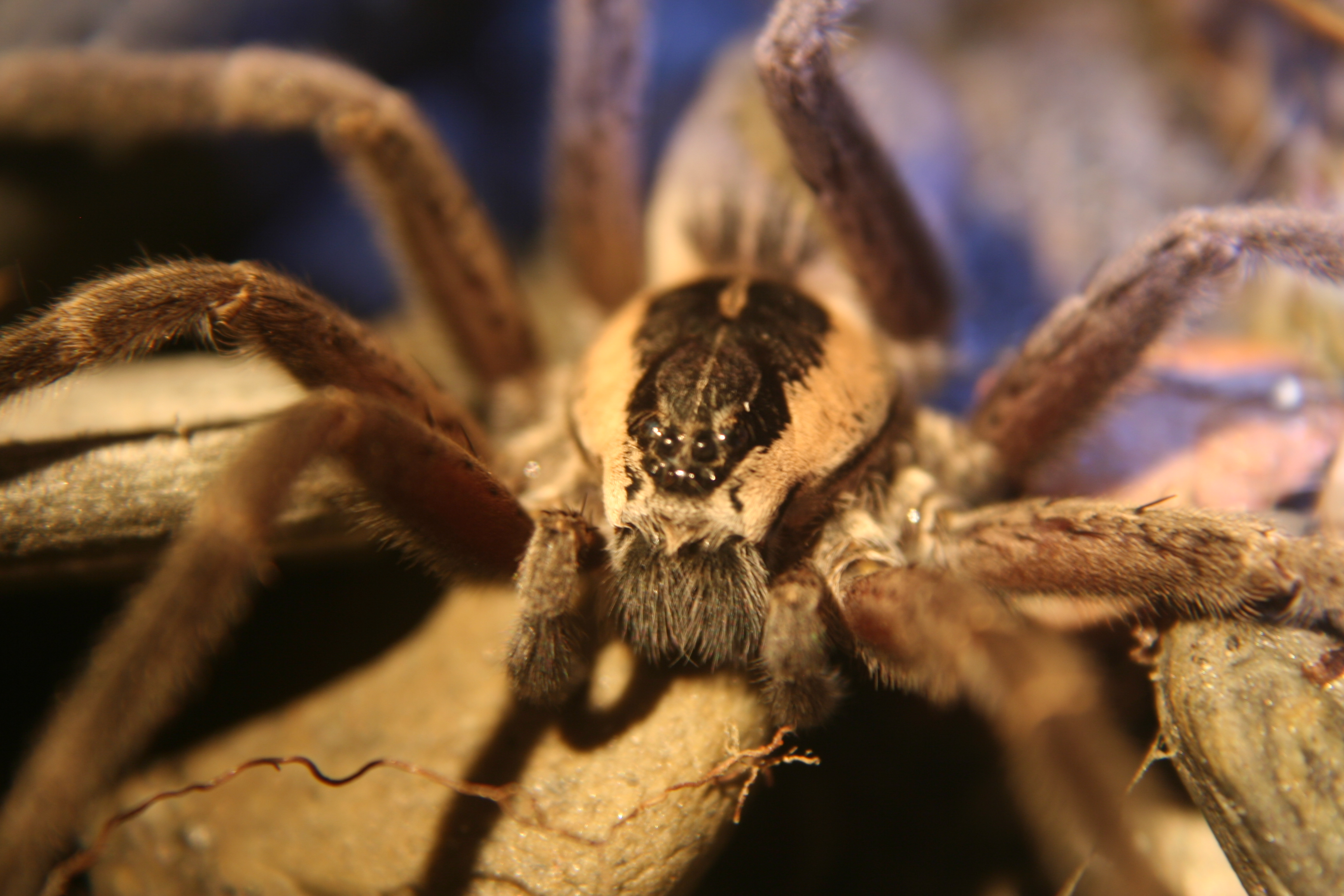